# Gèpides
Els gèpides (en llatí Gepidae o Gepidi, en grec ῾γήπαιδες) eren un poble germànic del grup dels germànics orientals que estaven establerts al baix Vístula entre l'Oder i el Vístula quan Flavi Vopisc els menciona per primer cop.
D'aquesta regió van expulsar els burgundis. Van formar part de la Confederació dels gots. Cap al 269 es van establir al nord de Dàcia. Al segle iv van emigrar cap al Danubi i els huns els van sotmetre. Amb ells participaren en la batalla dels Camps Catalàunics l'any 451 amb el seu rei Ardaric al front. El 453, juntament amb els exèrcits d'Àtila, van emigrar cap a Dàcia, on van formar un estat notable, i després que els ostrogots abandonessin Pannònia l'any 473 van capturar Sirmium (ara Sremska Mitrovica a Sèrbia), una ciutat estratègicament important a la carretera entre Itàlia i Constantinoble, on foren vençuts el 489 per Teodoric el Gran en la batalla de Sírmium. Amb la mort del rei dels gèpides Thraustila el 504, Teodoric va enviar el seu general Pitzia, que s'apodera de Sírmium i Pannònia. Enemics de l'Imperi Romà d'Orient, l'emperador Justinià I va cridar contra ells els longobards, que amb l'ajut dels àvars, van destruir el seu regne el 567 i la nació dels gèpides gairebé va desaparèixer exterminada i les seves restes van acabar fonent-se amb els avars, segons diu Pau el Diaca.